# كاذي إسفيني الشكل
كاذي إسفيني الشكل (الاسم العلمي:Pandanus cuneiformis) هو نوع من النباتات يتبع جنس الكاذي من الفصيلة الكاذية.